# Now or Never
«Now or Never» (рус. «Сейчас или никогда») — дебютный сольный студийный альбом, участника группы Backstreet Boys, певца Ника Картера, вышедший в 2002 году. В первую неделю после релиза альбом занял 17 строчку хит-парада Billboard 200 с продажами около 70 тыс. экземпляров. «Now or Never» получил золотой статус в США и Канаде.

## Об альбоме
Ник Картер приступил к работе над сольным альбомом во время перерыва в работе с группой Backstreet Boys после окончания концертного тура «Black & Blue Tour». Ник начал работу в студии в декабре 2001 года.  В феврале 2002 года Ник работал в Battery Studios в Нью-Йорке. Артист несколько раз посещал Стокгольм весной-летом 2002 года для работы в студии вместе с известными шведскими продюсерами и авторами песен Максом Мартином, Дуглас Карр и Рами. Стиль альбома - «бунтарский», с поп-рок звучанием, отличающимся от музыки Backstreet Boys.

## Список композиций

### Основная версия
| №   | Название                               | Автор(ы)                                              | Длительность |
| --- | -------------------------------------- | ----------------------------------------------------- | ------------ |
| 1.  | «Help Me»                              | Мэттью Джеррард, Мишель Вайс-Маслин                   | 3:09         |
| 2.  | «My Confession»                        | Гэри Кларк, Мартин Браммер, Ник Картер                | 3:50         |
| 3.  | «I Stand For You»                      | Брайан Кирульф, Джош Шварц, Ник Картер                | 3:07         |
| 4.  | «Do I Have To Cry For You?»            | Брайан Кирульф, Джош Шварц, Ник Картер                | 3:37         |
| 5.  | «Girls In The USA (Mr. Vegas)»         | Брайан Кирульф, Джош Шварц, Ник Картер                | 4:07         |
| 6.  | «I Got You»                            | Макс Мартин, Рами                                     | 3:57         |
| 7.  | «Is It Saturday Yet?»                  | Гэри Кларк, Мартин Браммер, Ник Картер, Стивен Лант   | 3:14         |
| 8.  | «Blow Your Mind»                       | Макс Мартин, Пэр Альдхейм, Рами                       | 3:34         |
| 9.  | «Miss America»                         | Aleena, Марк Тейлор, Стив Ли                          | 3:55         |
| 10. | «I Just Wanna Take You Home»           | Макс Мартин, Пэр Альдхейм, Рами                       | 2:55         |
| 11. | «Heart Without A Home (I'll Be Yours)» | Стив Мак, Уэйн Эктор                                  | 4:46         |
| 12. | «Who Needs The World?»                 | Чарли Миднайт, Грэм Эдвардс, Лорен Кристи, Скотт Спок | 3:30         |

| №   | Название        | Автор(ы)                                                | Длительность |
| --- | --------------- | ------------------------------------------------------- | ------------ |
| 13. | «Scandalicious» | Ник Картер, Дэниел Гибсон, Дуглас Карр, Йохан Бенгтссон | 2:54         |

| №   | Название        | Автор(ы)                                                | Длительность |
| --- | --------------- | ------------------------------------------------------- | ------------ |
| 13. | «Scandalicious» | Ник Картер, Дэниел Гибсон, Дуглас Карр, Йохан Бенгтссон | 2:54         |
| 14. | «Forever Rebel» | Ник Картер, В. Джонсон, Фил Торналли                    | 3:48         |

### Ограниченный выпуск
Это издание включает в себя 2 диска:
- CD содержит песни с основной версии альбома и бонус-трек «Scandalicious». Диск защищен от проигрывания на компьютере.
- DVD включает в себя интервью и альтернативную версию клипа на сингл «I got you», снятую в музыкальной студии.

| №  | Название                                 | Длительность |
| -- | ---------------------------------------- | ------------ |
| 1. | «Ник на пляже (интервью)»                |              |
| 2. | «Интервью Ника в классическом авто»      |              |
| 3. | «Ник в Стокгольме (включая «I got you»)» |              |
| 4. | «Интернет-ссылки»                        |              |

## Синглы
- «Help me» был выпущен 24 июня 2002 года. Сингл попал в первую десятку хит-парадов Дании, Италии и Канады.

| №  | Название                  | Автор(ы)                            | Длительность |
| -- | ------------------------- | ----------------------------------- | ------------ |
| 1. | «Help Me (album version)» | Мэттью Джеррард, Мишель Вайс-Маслин | 3:11         |
| 2. | «Help Me (album version)» | Мэттью Джеррард, Мишель Вайс-Маслин | 3:11         |
| 3. | «End Of Forever»          | Гай Чамберс, Ник Картер             | 4:10         |
| 4. | «Payback»                 | Дуглас Карр, Ник Картер, Ник Кершоу | 3:30         |

- «Do I have to cry for you»
- «I got you» был выпущен 14 февраля 2003 года и стал хитом в Европе.

| №  | Название                        | Автор(ы)                                            | Длительность |
| -- | ------------------------------- | --------------------------------------------------- | ------------ |
| 1. | «I Got You (album version)»     | Макс Мартин, Рами                                   | 3:57         |
| 2. | «Is It Saturday Yet?»           | Гэри Кларк, Мартин Браммер, Ник Картер, Стивен Лант | 3:13         |
| 3. | «Rockstar Baby»                 | Энди Дункан, Гай Чамберс, Ник Картер                | 3:14         |
| 4. | «I Got You (дополненное видео)» | Дуглас Карр, Ник Картер, Ник Кершоу                 | 3:58         |

## Хит-парады
| Страна                              | Высшая позиция | Примечание |
| ----------------------------------- | -------------- | ---------- |
| Австрия                             | 74             | [ 7 ]      |
| Германия                            | 25             | [ 8 ]      |
| Нидерланды                          | 41             | [ 7 ]      |
| США (Billboard 200)                 | 17             | [ 9 ]      |
| США (Billboard Top Internet Albums) | 17             | [ 9 ]      |
| Швейцария                           | 85             | [ 7 ]      |
| Швеция                              | 41             | [ 7 ]      |

Синглы
| Название   | Страна                            | Высшая позиция | Примечание |
| ---------- | --------------------------------- | -------------- | ---------- |
| Help me    | Австралия                         | 30             | [ 10 ]     |
| Help me    | Австрия                           | 26             | [ 10 ]     |
| Help me    | Бельгия                           | 13             | [ 10 ]     |
| Help me    | Германия                          | 18             | [ 11 ]     |
| Help me    | Дания                             | 6              | [ 10 ]     |
| Help me    | Италия                            | 9              | [ 10 ]     |
| Help me    | Канада                            | 9              | [ 12 ]     |
| Help me    | Нидерланды                        | 24             | [ 10 ]     |
| Help me    | Новая Зеландия                    | 48             | [ 10 ]     |
| Help me    | США (Billboard Mainstream Top 40) | 36             | [ 12 ]     |
| Help me    | Швейцария                         | 33             | [ 10 ]     |
| Help me    | Швеция                            | 20             | [ 10 ]     |
| I got you  |                                   |                |            |
| Австрия    | 74                                | [ 13 ]         |            |
| Бельгия    | 41                                | [ 13 ]         |            |
| Германия   | 57                                | [ 11 ]         |            |
| Нидерланды | 71                                | [ 13 ]         |            |
| Италия     | 34                                | [ 14 ]         |            |
| Швейцария  | 91                                | [ 13 ]         |            |
| Швеция     | 58                                | [ 13 ]         |            |